# Housemarque
Housemarque est une société finlandaise de développement de jeu vidéo, fondée en 1995 à Helsinki.

## Histoire
Housemarque est fondé en 1995 par Harri Tikkanen et Ilari Kuittinen, de la fusion de Bloodhouse et Terramarque,.
Bloodhouse et Terramarque, qui prennent racine dans la scène démo Amiga finlandaise, sont établies en 1993 : elles constituent les premières compagnies de jeu vidéo du pays. Bloodhouse, fondé par Harri Tikkanen, est connu pour le shoot them up Stardust (1993) sur Amiga,. Terramarque, monté par Ilari Kuittinen et Stavros Fasoulas (auteur de classiques sur Commodore 64 dans les années 1980, tels Sanxion et Quedex), développe le jeu de combat Elfmania (1994),. 
À partir de 1995, Housemarque se concentre sur le marché PC puis sur divers projets sur consoles Xbox, Gizmondo et N-Gage. La compagnie développe ensuite des jeux pour les services de téléchargement des consoles PlayStation 3 et Xbox 360, notamment le remarqué Super Stardust HD (2007). Le jeu, Dead Nation, est également sorti sur PlayStation 3 via le PlayStation Network le 1er décembre 2010.
À la suite des échecs commerciaux de leurs derniers projets (Alienation, Nex Machina et Matterfall), Housemarque decide d'abandonner les jeux typés "arcade" et reviennent en 2021 avec Returnal, un roguevania exclusif à la PlayStation 5.
Le 29 juin 2021, Sony Interactive Entertainment annonce le rachat du studio.
En décembre 2024, Abebe Tinari rejoint le studio en tant que concepteur en chef. Il travaillait auparavant dans le studio japonais PlatinumGames depuis 2013, et y avait réalisé Bayonetta Origins: Cereza and the Lost Demon. 

## Productions
Sous le nom de Bloodhouse
| Date | Titre          | Plateforme(s)        | Éditeur    |
| ---- | -------------- | -------------------- | ---------- |
| 1993 | Stardust       | Amiga, Atari ST, DOS | Bloodhouse |
| 1994 | Super Stardust | Amiga, Amiga CD32    | Team17     |

Sous le nom de Terramarque
| Date | Titre    | Plateforme(s) | Éditeur           |
| ---- | -------- | ------------- | ----------------- |
| 1994 | Elfmania | Amiga         | Renegade Software |

Sous le nom de Housemarque
| Date | Titre                             | Plateforme                                    | Éditeur                        |
| ---- | --------------------------------- | --------------------------------------------- | ------------------------------ |
| 1996 | Super Stardust                    | DOS                                           | GameTek                        |
| 1996 | Alien Incident                    | DOS                                           | GameTek                        |
| 1997 | The Reap                          | Microsoft Windows                             | Take-Two Interactive           |
| 1999 | Supreme Snowboarding/Boarder Zone | Microsoft Windows                             | Infogrames Entertainment       |
| 2002 | Transworld Snowboarding           | Xbox                                          | Infogrames Entertainment       |
| 2003 | Floboarding                       | N-Gage                                        | Nokia                          |
| 2005 | Le Monde de Narnia 3D             | J2ME, Binary Runtime Environment for Wireless | Buena Vista Internet Group     |
| 2005 | Gizmondo Motocross 2005           | Gizmondo                                      | Fathammer                      |
| 2007 | Super Stardust HD                 | PlayStation 3 (PSN)                           | Sony Computer Entertainment    |
| 2008 | Golf: Tee It Up!                  | Xbox 360 (XBLA)                               | Activision                     |
| 2008 | Super Stardust Portable           | PlayStation Portable (PSN)                    | Sony Computer Entertainment    |
| 2010 | Dead Nation                       | PlayStation 3 (PSN)                           | Sony Computer Entertainment    |
| 2011 | Outland                           | PlayStation 3 (PSN), Xbox 360 (XBLA)          | Ubisoft                        |
| 2012 | Furmins                           | iOS                                           | Marquee Productions            |
| 2012 | Super Stardust Delta              | PlayStation Vita (PSN)                        | Sony Computer Entertainment    |
| 2012 | Angry Birds Trilogy               | PlayStation 3, Xbox 360                       | Activision                     |
| 2013 | Resogun                           | PlayStation 3, PlayStation 4, PlayStation 3   | Sony Computer Entertainment    |
| 2014 | Dead Nation Apocalypse Edition    | PlayStation 4 (PSN)                           | Sony Computer Entertainment    |
| 2016 | Alienation                        | PlayStation 4 (PSN)                           | Sony Computer Entertainment    |
| 2017 | Nex Machina                       | Microsoft Windows, PlayStation 4 (PSN)        | Housemarque                    |
| 2017 | Matterfall                        | PlayStation 4 (PSN)                           | Sony Interactive Entertainment |
| 2021 | Returnal                          | PlayStation 5, Microsoft Windows              | Sony Interactive Entertainment |
| 2026 | Saros                             | PlayStation 5                                 | Sony Interactive Entertainment |